# Bodanrück
Bodanrück este o arie protejată (sit de importanță comunitară — SCI, arie de protecție specială avifaunistică — SPA) din Germania întinsă pe o suprafață de 6.310,93 ha, integral pe uscat.

## Localizare
Centrul sitului Bodanrück este situat la coordonatele 47°44′54″N 9°04′03″E / 47.7483°N 9.0675°E.

## Înființare
Situl Bodanrück a fost declarat arie de protecție specială avifaunistică în martie 2001 pentru a proteja 19 specii de animale. Situl a fost protejat și ca sit de importanță comunitară în martie 2001.

## Biodiversitate
Situată în ecoregiunea continentală, aria protejată nu include niciun habitat protejat.
La baza desemnării sitului se află mai multe specii protejate de  păsări (19): rață mică (Anas crecca crecca), rață roșie (Aythya nyroca), barză albă (Ciconia ciconia ciconia), porumbel de scorbură (Columba oenas), prepeliță (Coturnix coturnix), ciocănitoarea de stejar (Dendrocopos medius), ciocănitoare neagră (Dryocopus martius), șoimul rândunelelor (Falco subbuteo), Ixobrychus minutus minutus, capîntortură (Jynx torquilla), sfrâncioc roșiatic (Lanius collurio), gaia neagră (Milvus migrans), gaia roșie (Milvus milvus), rață cu ciuf (Netta rufina), viespar (Pernis apivorus), ciocănitoare verzuie (Picus canus), Rallus aquaticus aquaticus, corcodel mic (Tachybaptus ruficollis), nagâț (Vanellus vanellus)